# エンジェル係数
エンジェル係数（エンジェルけいすう）とは、家計の消費支出に占める飲食費の割合であるエンゲル係数にひっかけた語句で、養育費が全消費支出に占める割合のこと。野村證券が1989年から2007年まで実施していた「家計と子育て費用調査」において提唱された造語である。

「家計と子育て費用調査」におけるエンジェル係数は、「子供のための支出額（月間）」を「家計支出額（月間）」で除し、100を掛けたもの（%）として計算される。「子供のための支出額」は、学校や塾の授業料、子供の衣食住、病院、レジャーの費用、子供に与える小遣い、将来のための学費貯金、子供保険など、子供に関係する費用全てを対象としている点に特徴がある。

経済企画庁がまとめた「平成4年 国民生活白書」では、平成4年度国民生活選考度調査によるエンジェル係数について「大まかな平均で子供1人世帯で16～17％程度, 子供2人世帯で24～27％程度」であるとの記述がある。